# Nantouillet
Nantouillet ist eine französische Gemeinde mit 303 Einwohnern (Stand 1. Januar 2022) im Département Seine-et-Marne in der Region Île-de-France. Sie gehört zum Arrondissement Meaux und zum Kanton Mitry-Mory.

## Bevölkerungsentwicklung
| Jahr      | 1962 | 1968 | 1975 | 1982 | 1990 | 1999 | 2007 | 2018 |
| --------- | ---- | ---- | ---- | ---- | ---- | ---- | ---- | ---- |
| Einwohner | 284  | 294  | 208  | 179  | 181  | 264  | 271  | 279  |

## Sehenswürdigkeiten
- Schloss Nantouillet (um 1525, Monument historique), eines der ersten Renaissance-Schlösser in Frankreich
- Kirche Saint-Denis (16. Jahrhundert, Monument historique)

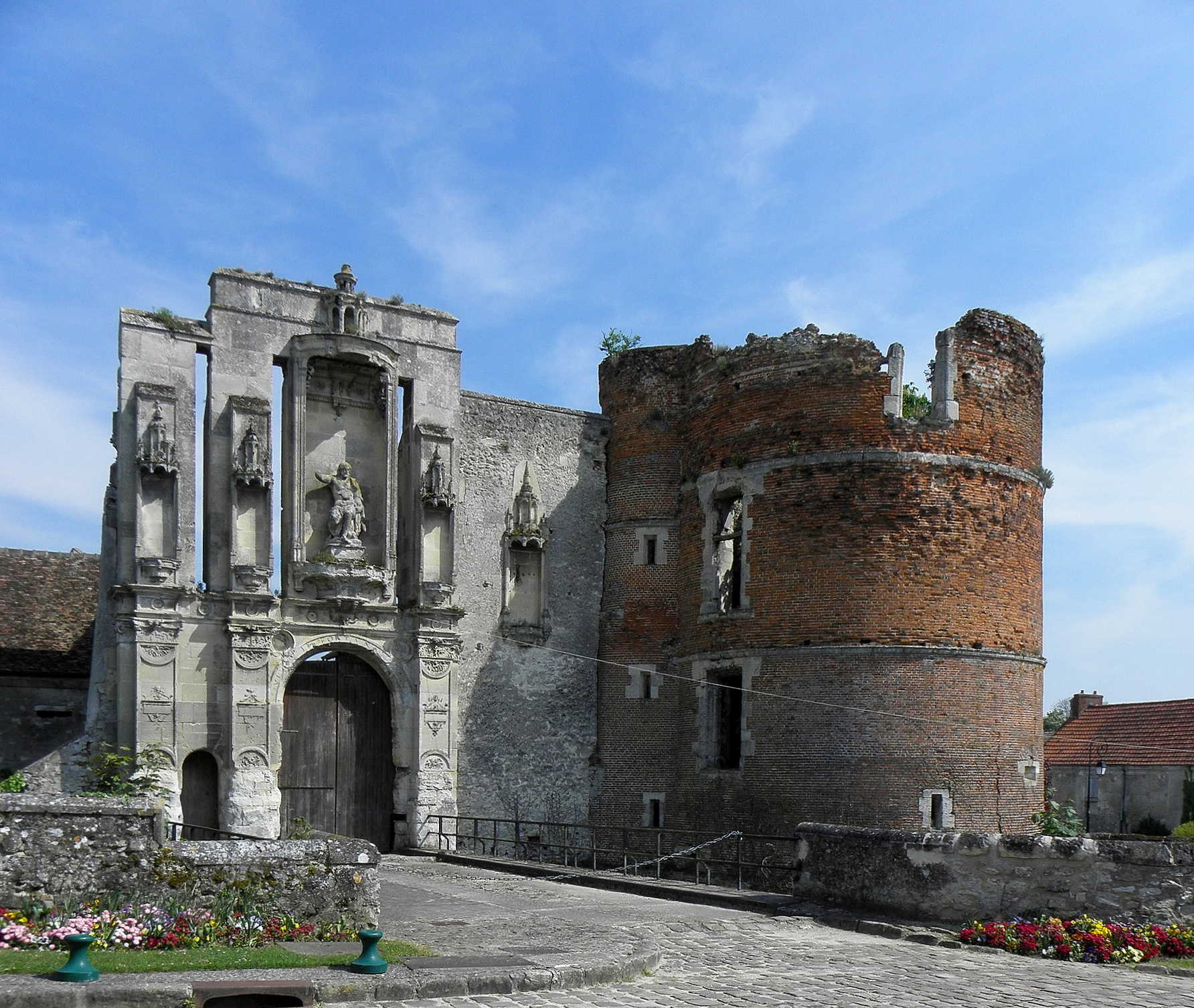
Schloss

## Persönlichkeiten
- Antoine Duprat (1463–1535), Kardinal, Bauherr des Schlosses, starb in Nantouillet